# 村田オスカロイド
村田 オスカロイド（むらた オスカロイド、Murata Osuka Lloyd、1994年1月2日 - ）は、ジャパンラグビーリーグワン日本製鉄釜石シーウェイブスに所属するラグビー選手。

## プロフィール
- オーストラリア・シドニー出身[1]。
- ポジションはセンター(CTB)。
- 身長 173 cm、体重 77 kg
- ニックネームはオスキー、オスカさん[2]。
- 7人制日本代表に選ばれたことがある[3]。
- 旧名「オスカ・ロイド」

## 略歴
5歳からラグビーを始めた。
フレッシュウォーター高校卒業後、東海大学を経て、2016年、釜石シーウェイブスRFC(現・日本製鉄釜石シーウェイブス)に加入。同年9月25日に行われたトップイーストリーグDiv.1第3節の日本IBMビッグブルー戦に途中出場で公式戦初出場を果たす。
2020年、釜石シーウェイブスを退団 後、ワリンガーRC・マンリーを経て、2022年、釜石シーウェイブスに復帰。